# Il pelo nell'uovo/Dormi
Il pelo nell'uovo/Dormi è un singolo pubblicato nel 1978 del gruppo Le Mele Verdi con Zio Tobia, alias Nino Pirito.

## Traccia
1. Il pelo nell'uovo – 3:20 (Camillo Migliori, Guido Fiandra e Nino Pirito)
2. Dormi – 3:12 (Guido Fiandra e Nino Pirito)

## Descrizione
Il pelo nell'uovo è un brano registrato come sigla della trasmissione televisiva per bambini omonima.